# هيلموت هالر
هيلموت هالر (مواليد 21 يوليو 1939) هو لاعب كرة قدم. يلعب مع منتخب ألمانيا الغربية لكرة القدم. سبق له أن لعب في كأس العالم لكرة القدم مع منتخب بلاده.

## روابط خارجية
- هيلموت هالر على موقع IMDb (الإنجليزية)
- هيلموت هالر على موقع كينوبويسك (الروسية)

- هيلموت هالر على موقع الاتحاد الدولي (مؤرشف)  (الإنجليزية)
- هيلموت هالر على موقع الاتحاد الأوربي (الإنجليزية)
- هيلموت هالر على موقع قاعدة بيانات كرة القدم.إي يو (الإنجليزية)
- هيلموت هالر على موقع بيانات كرة القدم. دي إي (الألمانية)
- هيلموت هالر على موقع ناشيونال فوتبول تيمز (الإنجليزية)
- هيلموت هالر على موقع عالم كرة القدم.نت (الإنجليزية)